# Edward Dickinson (Politiker)

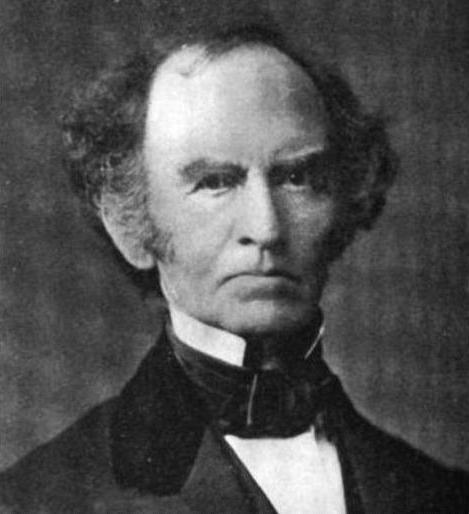
Edward Dickinson

Edward Dickinson (* 1. Januar 1803 in Amherst, Massachusetts; † 16. Juni 1874 in Boston, Massachusetts) war ein US-amerikanischer Politiker. Zwischen 1853 und 1855 vertrat er den Bundesstaat Massachusetts im US-Repräsentantenhaus.

## Werdegang
Edward Dickinson besuchte die öffentlichen Schulen seiner Heimat sowie die Amherst Academy. Im Jahr 1823 absolvierte er das Yale College. Nach einem anschließenden Jurastudium an der Law School of Northampton und seiner 1826 erfolgten Zulassung als Rechtsanwalt begann er in Amherst in diesem Beruf zu arbeiten. Zwischen 1835 und 1873 war er neben seinen anderen Tätigkeiten auch Schatzmeister des Amherst College. Politisch schloss sich Dickinson der Whig Party an. In den Jahren 1838 und 1839 saß er als Abgeordneter im Repräsentantenhaus von Massachusetts; von 1842 bis 1843 gehörte er dem Staatssenat an. In den Jahren 1846 und 1847 war er Mitglied im Beraterstab des Gouverneurs.
Bei den Kongresswahlen des Jahres 1852 wurde Dickinson im zehnten Wahlbezirk von Massachusetts in das US-Repräsentantenhaus in Washington, D.C. gewählt, wo er am 4. März 1853 die Nachfolge von Zeno Scudder antrat. Bis zum 3. März 1855 konnte er eine Legislaturperiode im Kongress absolvieren. Diese waren von den Ereignissen im Vorfeld des Bürgerkrieges geprägt. Nach der Auflösung der Whigs schloss sich Dickinson der 1854 gegründeten Republikanischen Partei an. Im Jahr 1861 lehnte er deren Nominierungsangebot für das Amt des Vizegouverneurs von Massachusetts ab. 1873 wurde Edward Dickinson nochmals in das Repräsentantenhaus von Massachusetts gewählt. Er starb am 16. Juni 1874 in Boston und wurde in Amherst beigesetzt. Seine Tochter war die Schriftstellerin Emily Dickinson.